# Народне слово (газета, Збараж)
Народне слово — громадсько-політична газета колишньої Збаражчини, тижневик. Виходить з 1990 року.
Співзасновниками окрім редакційного колективу були Збаразький райком КПУ та райрада депутатів трудящих, відтоді до 2017 — РДА та районна рада.

## Відомості
Виходила під різними назвами («Червона зірка» (1939—1962), «Колгоспне життя» (1962—жовтень 1990) виходила від 1939 року. 
Наклад — 1450 примірників (2005).

## Редактори
- Г. Карпенко (1956—1971),
- С. Дерейко (1971—1991),
- Б. Гарасимчук (1991—2015),
- О. Моргун (від 2015).